# Ultraviolencia
Ultraviolencia es un término que se aplica a actos de extrema violencia, a menudo sin justificación y con víctimas escogidas al azar. Representa "la violencia por la violencia", entendiéndola casi como un deporte.
Este término fue introducido por el escritor Anthony Burgess en su novela La naranja mecánica, de 1962. En ella, el protagonista Alex se dedica a cometer actos violentos con gran saña y crueldad, hasta incluir el asesinato, sin ninguna finalidad aparente y sin que sienta ningún remordimiento por ello.